# GSC7128-1512
GSC7128-1512 — хімічно пекулярна зоря спектрального класу A3, що має видиму зоряну величину в смузі V приблизно  9,4.

## Пекулярний хімічний склад
Зоряна атмосфера GSC7128-1512 має підвищений вміст 
Eu
.